# 방계홍
방계홍(房季弘, ?~?)은 고려의 문관이자, 남양 방씨의 시조이다.
고려의 개국공신으로서 삼한벽상공신(三韓壁上功臣)으로 삼중대광보국(三重大匡輔國)에 올랐다.
그의 조상 방준(房俊)은 643년에 고구려에 파견된 당나라 8학사 중 한 사람으로서 이후 고구려에 정착하게 되었다.

## 참고 자료
- “방씨(房氏) 본관(本貫) 남양(南陽)”. 《한국족보출판사》. 2022년 11월 30일에 원본 문서에서 보존된 문서.
- 金光林 (2014). “A Comparison of the Korean and Japanese Approaches to Foreign Family Names” (PDF). 《Journal of cultural interaction in East Asia》 (영어) (東アジア文化交渉学会). 18면. 2016년 3월 27일에 원본 문서 (PDF)에서 보존된 문서.